# Дибругарх (округ)

Округа Ассама (21 — Дибругарх)

Дибругарх (ассам. ডিব্ৰুগড়; англ. Dibrugarh) — округ в индийском штате Ассам. Административный центр — город Дибругарх. Площадь округа — 3381 км². По данным всеиндийской переписи 2001 года население округа составляло 1 185 072 человека. Уровень грамотности взрослого населения составлял 69 %, что выше среднеиндийского уровня (59,5 %). Доля городского населения составляла 19,3 %.